# Der Mauerschütze
Der Mauerschütze ist ein deutscher Fernsehfilm aus dem Jahr 2010, der von Filmpool für ARTE und NDR produziert wurde.

## Handlung
Im Frühjahr 1988 versucht ein junges Ehepaar – die Frau ist schwanger –, über die innerdeutsche Grenze zu fliehen. Sie werden von einer Grenzpatrouille ertappt, der junge Soldat Stefan Kortmann muss auf Anordnung seines Vorgesetzten den Flüchtenden auf die Beine schießen, trifft jedoch den Mann ungewollt tödlich, die Frau wird schwer verletzt. – Sommer 2005: Kortmann ist Oberarzt in Hannover und seit drei Jahren mit seiner Kollegin Marie liiert, niemand ahnt etwas von seiner Vergangenheit. Von seiner Schuld gequält, möchte er endlich zu der Witwe auf die Insel Usedom reisen und ihr sein Bedauern ausdrücken. Marie fällt aus allen Wolken, als Stefan ihr sein dunkles Geheimnis erzählt. Der junge Krebspatient Paul, der im Kinderheim aufgewachsen ist und keine große Überlebenschance hat, lässt nicht locker, bis Stefan ihn mitnimmt.
Auf Usedom betreibt Silke Strehlow, die Witwe des Erschossenen, einen Fischkutter und vermietet Fremdenzimmer. Probleme hat sie mit ihrer aufsässigen 17-jährigen Tochter Sunny. Stefan mietet sich mit Paul bei Silke ein, bringt es jedoch noch nicht fertig, ihr zu sagen, wer er ist. Beide verlieben sich und schlafen miteinander. Auch Paul und Sunny, die von seiner Erkrankung weiß, verlieben sich ineinander. Marie erscheint auf der Insel, Stefan beichtet ihr alles, aufgebracht fährt sie weg. Paul hat das Gespräch mitgehört und macht Stefan Vorwürfe. Silke berichtet Stefan von ihrem Leben nach dem Fluchtversuch, von ihrer Haftstrafe und von dem vergeblichen Versuch, die Mauerschützen juristisch zur Rechenschaft ziehen zu lassen. Die Akten seien verschwunden. Da sagt Stefan ihr endlich die Wahrheit, Silke wirft ihn empört hinaus.
Unterdessen hat Sunny ein Boot entwendet, um Paul den Wunsch zu erfüllen, einmal in seinem Leben auf dem Meer fahren zu können. Dabei kommt es zu einer sexuellen Begegnung, kurz darauf stirbt Paul in Sunnys Armen. Stefan zeigt sich wegen der Mauerschüsse selbst bei der Staatsanwaltschaft an. Trotz allem will Marie zu Stefan halten und teilt ihm ihre Einschätzung mit, dass er kaum verurteilt werden könne, da nicht nachweisbar sei, ob seine Kugeln oder die seines Vorgesetzten tödlich waren. Stefan entschließt sich, auf der Insel zu bleiben und die Praxis des Dorfarztes Dr. Breitfeld zu übernehmen. Silke jedoch zieht mit Sunny von Usedom weg. Dabei verrät sie ihrer Tochter ein Geheimnis: Sunnys Vater wollte die Flucht abbrechen, Silke hat ihn überredet. Daher fühlt sie sich an seinem Tod mitschuldig.

## Hintergrund
Die Uraufführung fand am 3. Oktober 2010 auf dem Filmfest Hamburg statt, die Fernseherstausstrahlung war am 29. Juli 2011 auf ARTE in deutscher und französischer Fassung (Le gardien du rideau de fer). Am 3. August 2011 wurde der Film im Ersten gesendet.

## Kritik
Der Westfälische Anzeiger bezeichnete den Film als „herausragende[s] Fernsehstück“. Benno Fürmann und Annika Kuhl bewältigen ihre Rollen „mit darstellerischer Meisterschaft.“
Für die Frankfurter Rundschau ist Der Mauerschütze ein „kritikwürdiges Melodram“. Der Regisseur lasse „keine Gelegenheit zum romantischen Kalenderbild aus.“ Am Ende sehe es so aus, als würde „der Film sein Thema nicht zu fassen kriegen.“